# Вероника Јулијани
Вероника Јулијани (27. децембар 1660 - 9. јул 1727) била је италијанска капуцинерка. Католичка црква обележава је 9. јула.

## Биографија
Вероника Јулијани рођена је 27. децембра 1660. године у Меркателу у Италији. Отац јој је био војно лице. Мајка јој је умрла 1667. године. Иза себе је оставила шест кћери. Свака је добила једну од Христових рана. Вероники је запала рана на Христовом боку. Свака од Вероникиних сестара касније је постала калуђерица. Вероника је 1670. године примила прву причест, а 1677. године је ступила у манастир клариса променивши дотадашње име Урсула у Вероника. У манастиру је обављала све послове: била је болничарка, пекарка, учитељица... Тврдила је да јој се Господ указао. Попут Фрање Асишког, Вероника је на телу имала отворене ране. Тако је и она постала стигматичарка. На предлог свог духовног вође написала је свој дневник у десет свесака. Касније је дневник највише утицао на одлуку папе Пија да Веронику прогласи блаженом. 

## Смрт
Преминула је 9. јула 1727. године. Папа Пије VII беатификовао је Веронику 1804. године, а папа Гргур XVI ју је прогласио светом 1839. године. Католичка црква обележава дан Веронике Јулијани 9. јула. 